# Dolní Světlá (Mařenice)

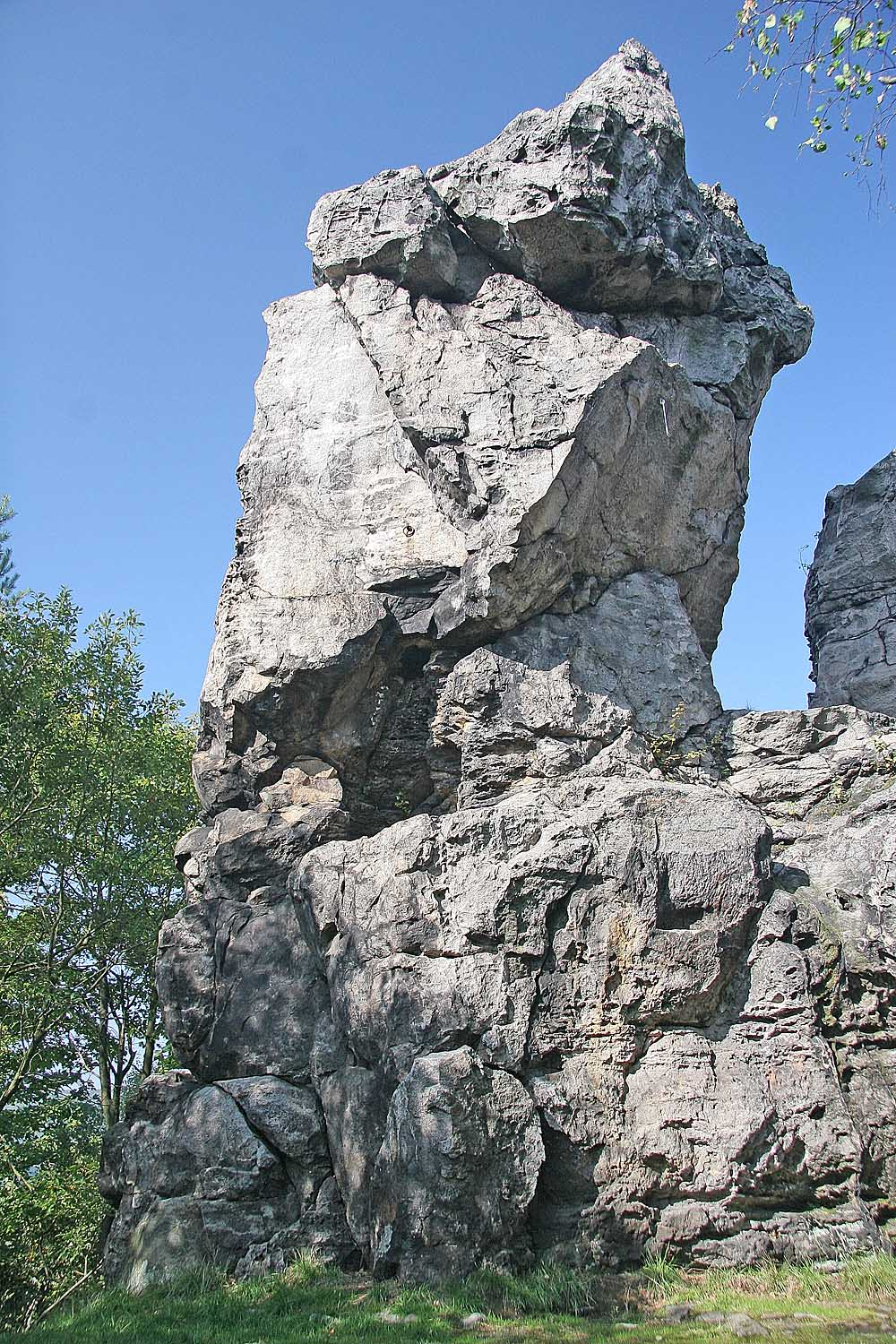
Rabensteine / Krkavčí kameny

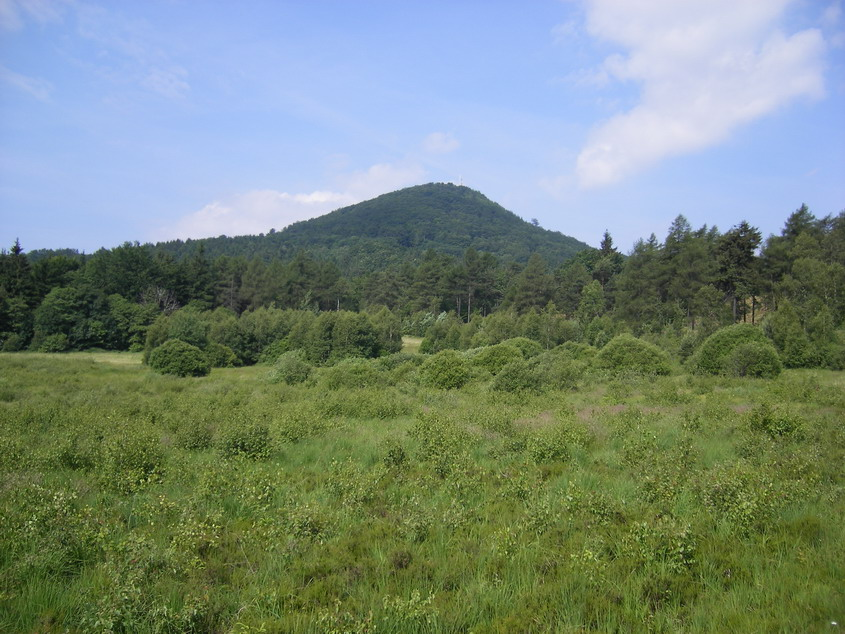
Moorwiese Brazilka, im Hintergrund die Lausche

Dolní Světlá, bis 1946 Dolní Lichtenwald (deutsch Nieder  Lichtenwalde), ist ein Ortsteil der Gemeinde Mařenice in Tschechien. Er liegt sieben Kilometer nordöstlich von Cvikov an der deutschen Grenze und gehört zum Okres Česká Lípa.

## Geographie
Dolní Světlá erstreckt sich am Oberlauf der Svitávka (Zwittebach) im Lausitzer Gebirge. Nördlich erheben sich der Sonneberg (627 m) und der Buchberg (652 m), im Nordosten der Heideberg mit den Rabensteinen (Krkavčí kameny, 543 m), östlich der Plešivec (Plissenberg, 653 m), im Südosten der Kulich (Gulichberg, 559 m) und der Soví vrch (Olbenberg, 491 m), südwestlich der Kamenný vrch (Steinberg, 586 m), im Westen die Kopřivnice (Nesselsberg, 638 m) und der Čihadlo (Stückeberg, 664 m) sowie nordwestlich die Lausche (Luž, 793 m).
Nachbarorte sind Waltersdorf und Saalendorf im Norden, Jonsdorf im Nordosten, Valy und Krompach im Osten, Čtyřdomí im Südosten, Juliovka und Hamr im Süden, Naděje und Rousínov im Südwesten, Horní Světlá und Nová Huť im Westen sowie Myslivny und Dolní Podluží im Nordwesten.

## Geschichte
Seit dem Beginn des 14. Jahrhunderts lassen sich in den Wäldern des Lausitzer Gebirges Waldglashütten nachweisen. In der nachfolgenden Zeit ließen die böhmischen Könige den alten Grenzwald besiedeln. Dabei wurden wahrscheinlich zwei von den Glashütten hinterlassene Schläge kolonisiert. Die erste schriftliche Erwähnung des zur Burg Mühlstein gehörigen Dorfes Lichtenwald erfolgte im Jahre 1391. Die Ansiedlung bestand aus zwei räumlich voneinander getrennten Teilen; das untere Dorf lag im Tal des Zwittebaches und das obere Dorf in der Quellmulde des diesem von rechts zufließenden Lichtenwalder Baches. Im Jahre 1532 vereinigten die Herren Berka von Dubá die Herrschaft Mühlstein mit der Herrschaft Reichstadt. Im Jahre 1612 erwarb Johann von Kolowrat-Nowohradsky die Herrschaft Reichstadt. Dessen Witwe Anna Magdalena heiratete 1632 Julius Heinrich von Sachsen-Lauenburg. Mit dem Tode des Herzogs Julius Franz von Sachsen-Lauenburg erlosch das Geschlecht der Herzöge von Sachsen-Lauenburg 1689 im Mannesstamme. Durch Heirat und Erbschaft gelangte die Herrschaft Reichstadt an verschiedene Eigentümer; unter diesen die Grafen von Pfalz-Neuburg aus dem Hause Wittelsbach, Ferdinand Maria von Bayern, an die Familie des Erzherzogs Ferdinand von Toskana aus dem Hause Habsburg-Lothringen und schließlich an Napoleon Franz Bonaparte. Die Bewohner beider Ortsteile lebten zunächst von der Holzfällerei, später wurde die Hausweberei zur Haupterwerbsquelle.
Im Jahre 1832 bestand Nieder-Lichtewalde aus 144 Häusern mit 932 deutschsprachigen Einwohnern. Im Ort gab es eine Schule, ein Grenzzollamt und zwei Mahlmühlen. Pfarrort war Groß-Mergthal. Die Einwohner ernährten sich vom Feldbau, der Tagelöhnerei, der Spinnerei und der Weberei. 1834 entstand ein neues Schulhaus für einen zweiklassigen Unterricht der damals etwa 110 Kinder des Dorfes. Bis zur Mitte des 19. Jahrhunderts blieb Nieder-Lichtewalde der Allodialherrschaft Reichstadt untertänig.
Nach der Aufhebung der Patrimonialherrschaften bildete Nieder-Lichtewalde / Dolní Lichtenwald ab 1850 einen Ortsteil der Gemeinde Ober-Lichtewalde im Bunzlauer Kreis und Gerichtsbezirk Zwickau. Ab 1868 gehörte Nieder-Lichtewalde zum Bezirk Gabel. Im Jahre 1869 lebten in der Gemeinde Ober-Lichtewalde 1813 Personen. Die schlechten wirtschaftlichen Verhältnisse in dem Weberdorf führten zu einer starken Abwanderung. Im Jahre 1874 löste sich Nieder-Lichtewalde von Ober-Lichtewalde los und bildete eine eigene Gemeinde. 1890 bestand das Dorf aus 164 Häusern und hatte 766 deutschsprachige Einwohner. Im Zuge der zum Ausgang des 19. Jahrhunderts einsetzenden touristischen Erschließung des Lausitzer Gebirges entwickelte sich der Ort zu einer Sommerfrische, die von Ausflüglern aus Böhmen und Sachsen aufgesucht wurde. Am Abzweig nach Ober-Lichtewalde entstand das Hotel Schäfer, an der Straße nach Ober-Lichtewalde das Gasthaus Winkler (später zum Hotel Adler erweitert), im Oberdorf der Gasthof Zum Kaiser von Österreich (später Lindenhof) genannt. Aber auch außerhalb des Dorfes wurden Gasthäuser errichtet. Am Fuße der Rabensteine eröffnete der Nieder-Lichtewalder Adolf Clemens Fähnrich 1877 eine Baude und machte drei Jahre später die Felsen mit zwei Aussichtspunkten touristisch zugänglich; der böhmische Felsen bekam den Namen Ritterstein, der sächsische wurde Falkenstein genannt. 1929 entstand abseits der Straße zur Wache am Waldrand der Lausche die Baude Neu-Brasilien, die es jedoch wegen ihrer ungünstigen Lage nicht auf die erhoffte Gästezahl brachte. Vor dem Ersten Weltkrieg entwickelte sich Nieder-Lichtewalde auch zu einem Treffpunkt von Wintersportlern; als erste Abfahrtsstrecke entstand zu dieser Zeit der Hang 13 am Südosthang der Lausche. 1922 wurde das Dorf an das Elektrizitätsnetz angeschlossen. Der tschechische Ortsname wurde 1924 in Dolní Lichtenvald geändert. Im Jahre 1930 lebten in der Gemeinde Nieder-Lichtenwalde mit den Einschichten Neu-Brasilien und Rabenstein 681 Personen. Nach dem Münchner Abkommen erfolgte 1938 die Angliederung an das Deutsche Reich; bis 1945 führte die Gemeinde den amtlichen Namen Nieder Lichtenwalde und gehörte zum Landkreis Deutsch Gabel. 1939 hatte Nieder Lichtenwalde 627 Einwohner. Nach dem Ende des Zweiten Weltkrieges kam Dolní Lichtenwald zur Tschechoslowakei zurück und wurde 1946 in Dolní Světlá umbenannt. Die Grenze nach Deutschland wurde geschlossen. In den Jahren 1946 und 1947 wurden die meisten deutschböhmischen Bewohner vertrieben. Die Baude Nová Brazílie wurde zunächst als Kindererholungsheim genutzt, der ehemalige Lindenhof wurde zur Kaserne für die tschechoslowakische Grenzwache und das Hotel Schäfer unter dem neuen Namen Národní dům weiterbewirtschaftet. 1948 wurden Dolní Světlá und Horní Světlá zu einer Gemeinde Světlá pod Luží vereinigt und diese im Zuge der Aufhebung des Okres Německé Jablonné dem Okres Nový Bor zugeordnet. Im Jahre 1950 lebten in Světlá pod Luží nur noch 171 Menschen. Zu Beginn der 1950er Jahre wurde die Grenze zur DDR mit Stacheldraht versperrt und sämtliche in der Grenzzone gelegenen Häuser des Oberdorfes, darunter der Lindenhof, sowie das Erholungsheim Nová Brazílie und das leerstehende Hotel Rabenstein abgerissen. Ebenso erfolgte auch der Abriss leerstehender Häuser innerhalb des Dorfes. 1960 kam Světlá pod Luží zum Okres Česká Lípa. Seit den 1960er Jahren wurden zahlreiche der unbewohnten Häuser als Wochenendhäuser wieder instand gesetzt. 1966 wurde die Gemeinde Světlá pod Luží aufgelöst und ihre Ortsteile der Gemeinde Krompach zugeschlagen. Seit 1981 gehört Dolní Světlá als Ortsteil zu Mařenice.
1991 hatte Dolní Světlá 42 Einwohner. Im Jahre 2001 bestand das Dorf aus 97 Wohnhäusern, in denen 47 Menschen lebten. Insgesamt besteht der Ort aus 112 Häusern, von denen die meisten nicht ständig bewohnt sind.

## Ortsgliederung
Der Ortsteil Dolní Světlá bildet den Katastralbezirk Dolní Světlá pod Luží. Auf den Fluren von Dolní Světlá liegen die Wüstungen Krkavčí kameny (Rabenstein) und Nová Brazílie (Neu Brasilien).

## Sehenswürdigkeiten
- Kapelle im Oberdorf, sie wurde 1996 instand gesetzt
- zahlreiche Umgebindehäuser
- Naturdenkmal Brazilka am Weg zur Wache bei Waltersdorf: die 1988 durch Melioration trockengelegte Feuchtwiese am Südosthang der Lausche im Quellgebiet des Zwittebaches erwies sich wegen ihrer stellenweisen Nässe für eine landwirtschaftliche Nutzung als ungeeignet. 1999 erfolgte die Renaturierung des an der Staatsgrenze überwiegend in Tschechien gelegenen Moores im Rahmen eines bilateralen Projekts. Am 19. Juni 1999 wurde der 750 m lange Naturlehrpfad Lauschemoor / Brazilka eröffnet. Seit 2002 ist die Brazilka auf einer Fläche von 8,8 Hektar als Naturdenkmal geschützt. Der Name Brazilka leitet sich von der Baude Nová Brazílie ab, die bis in die 1950er Jahre am Rande der Wiese gestanden hat.
- Lausche
- Krkavčí kameny / Rabensteine, zwei Sandsteinfelsen an der deutsch-tschechischen Grenze; der Falkenstein (Sokol) steht auf deutscher Seite, der Sokolík (Rabenstein) auf tschechischem Gebiet. Das am Fuße der Felsen befindliche Hotel Rabenstein blieb nach dem Zweiten Weltkrieg unbewirtschaftet und wurde in den 1950er Jahren abgetragen.
- Skiareal Na třináctce (Hang 13) mit Liftbetrieb